# 程英銘
程英銘（1706年7月31日—1760年4月21日，康熙四十五年六月廿二日-乾隆二十五年三月六日），字罏峰，又字新三（或作析三），又字存剛，湖北武昌府興國州人，乾隆元年（1736年）丙辰恩科湖北鄉試解元，乾隆十三年（1748年）戊辰科進士。

## 生平
- 乾隆十三年（1748年）五月，引見以知縣即用[5]
- 乾隆十三年（1748年），籤掣直隸順德府鉅鹿縣知縣[6]。
- 乾隆十三年（1748年）十月[7]，補任四川順慶府鄰水縣知縣[8][9][10]。
- 發往山東[11]
- 乾隆二十二年（1757年）十二月，任山東海陽縣知縣[12][13]。
- 署曹州府通判。

## 家世
先祖程澤曾任明朝黃州知州，高祖程志升官至守備，祖父程文煒遷居三溪龍泉，後以其字「方赤」為村名。父親程應遇曾獲封文林郎，長子程才濂歷任漢陽府學諭、山東城武知縣（署菏澤縣）、候補曹州府同知、濟寧知州，授文林郎，封奉政大夫。程方赤「一門三代知縣」在當地傳為佳話，今存程方赤正屋仍顯官廳「八軒」（內設八根整術大柱）氣派，程射皇祖堂也保存著程英銘的功名門和「進士第」牌匾。